# Юность наших отцов
«Юность наших отцов» — советская героическая киноповесть режиссёров Михаила Калика и Бориса Рыцарева, экранизация 1958 года по мотивам романа А. Фадеева «Разгром».

## Сюжет
События происходят в 1919 году во время Гражданской войны на Дальнем Востоке. Красный партизанский отряд командира Левинсона, зажатый в кольцо белогвардейцами и японцами, прорывается сквозь болота тайги и засады казачьих отрядов к своим частям.

## В ролях
- Александр Кутепов — Левинсон Осип Абрамович
- Георгий Юматов — Иван Морозко
- Инна Выходцева — Варя
- Виталий Четвериков — Мечик
- Виктор Терехов — Бакланов
- Геннадий Юхтин — Метелица
- Николай Крючков — Фролов
- Николай Смирнов — Тимофей Дубов
- Иван Рыжов — Кубрак
- Виктор Адеев — пастушок
- Николай Граббе — белый офицер
- Алексей Кельберер — Сташинский
- Евгений Кудряшёв — белый офицер (нет в титрах)
- Константин Ерофеев — Чиж

### В эпизодах
- Георгий Милляр — поп
- Анатолий Никитин — Хома Егорович Рябец
- Константин Немоляев — кулак
- Владимир Поночевный — партизан
- Юрий Сперанский
- Владимир Кашпур — перепуганный партизан в трясине (нет в титрах)
- Пётр Щербаков — партизан с факелом на болоте (нет в титрах)

## Съёмочная группа
- Сценарий: Идея Алеевская, Михаил Калик, Борис Рыцарев
- Режиссёры: Михаил Калик, Борис Рыцарев
- Оператор: Наум Ардашников, Борис Середин, Баллы Оразов
- Художник-постановщик: Сергей Петерсон
- Композитор: Микаэл Таривердиев
- Звукорежиссёр: Владимир Дмитриев
- Монтаж: Б. Погребинская
- Дирижёр: Геннадий Рождественский (в титрах указан Григорий Гамбург)

Наступил момент, когда всё было снято и нужно было музыку записывать. Я ужасно нервничал. Как это будет звучать в оркестре? В первый день записи с утра я поехал в Сандуновские бани. У меня была всего одна хорошая рубашка — мне её там постирали, погладили, отутюжили костюм, и я отправился на запись. Приезжаю. А оркестром руководил знаменитый по тем временам дирижёр Гамбург. Народный артист и так далее. А я тогда увлекался Прокофьевым настолько, что записал партитуру всю целиком in С. И все транспонирующие инструменты тоже. Конечно, партии переписали в строях. Тогда мне казалось, что вся история с транспортами — это глупость, и я позволил себе сделать то, что делал Прокофьев. Дирижёр был ужасно недоволен. При всём оркестре он устроил мне допрос.

— Почему вы так написали?

— Потому что так писал Прокофьев. Я считаю, что так правильно.

— Это пижонство.

Тут я не на шутку обозлился.

— С вами я работать не буду, — ответил я, повернулся и ушёл.

Я ждал этого дня много лет. И всё же работать отказался. За мной выбежал директор.

— Как это вы не будете работать с этим дирижёром? Мы запишем на ваш счёт эту смену.

Тут вышел Калик.

— Если композитора не устраивает дирижёр, я отказываюсь тоже, — присоединился он ко мне, даже не зная, в чём дело, не зная, прав я или не прав. Вот это одно из качеств Миши Калика. Если он стоит с человеком рядом, он не предаст его. Так мы и ушли, сорвав запись.

Что началось! Звонки, извинения. «Я не хотел вас обидеть. Мы оба горячие люди». Кончилось тем, что музыку к «Разгрому» записал Геннадий Рождественский, тогда ещё совсем молодой дирижёр.
— из книги М. Таривердиева «Я просто живу» (1997)